# Franz Blei
 (octobre 2016).
Si vous disposez d'ouvrages ou d'articles de référence ou si vous connaissez des sites web de qualité traitant du thème abordé ici, merci de compléter l'article en donnant les références utiles à sa vérifiabilité et en les liant à la section « Notes et références ».
Pour les articles homonymes, voir Blei.
Franz Blei (né le 18 janvier 1871 à Vienne, mort le 10 juillet 1942 à Westbury, État de New York) est un écrivain, traducteur et critique littéraire autrichien.

## Biographie
Ce fils d'un cordonnier fréquente l'école de l'abbaye de Melk. Après des études à Vienne, Zurich, Genève et Berne, où il devient docteur en économie en 1895 avec une thèse sur Ferdinando Galiani, il est en 1900 rédacteur du journal Die Insel. Il fait partie des amis d'Alfred Adler.
Il acquiert une célébrité en tant qu'essayiste mais aussi comme éditeur de journaux, de textes érotiques et d'essais sur la pornographie. Dans Hyperion, paraissent les premiers textes de Franz Kafka. Il publie également Carl Einstein, Robert Walser et Robert Musil. Il traduit Charles Baudelaire, Paul Claudel, Pierre Choderlos de Laclos, Marcel Schwob, André Gide, Nathaniel Hawthorne, Edgar Allan Poe, Oscar Wilde, Walt Whitman... Dans les années 1920, il est un des collaborateurs importants de Der Querschnitt.
Son œuvre la plus connue est Das große Bestiarium der deutschen Literatur, où il décrit ironiquement tous les auteurs importants dans l'ordre alphabétique comme des animaux exotiques. Certaines de ses pièces de théâtre ou des traductions de pièces de théâtre sont mises en musique, comme Nusch Nuschi par Paul Hindemith ou Der König Kandaules par Alexander von Zemlinsky d'après la pièce Le Roi Candaule d'André Gide.
Franz Blei utilise de nombreux pseudonymes : Medardus, Dr. Peregrinus Steinhövel, Amadée de la Houlette, Franciscus Amadeus, Gussie Mc-Bill, Prokop Templin, Heliogabal, Nikodemus Schuster, L. O. G., Hans Adolar...
Blei vit à Munich, Berlin et Vienne avant d'émigrer à Majorque pour des raisons financières et politiques. Lorsque la guerre d'Espagne éclate, il commence une longue odyssée s'arrêtant à Vienne, Florence, Lucques, Cagnes-sur-Mer, Marseille, Lisbonne et finalement New York.
Il s'est marié avec Maria Franziska Lehmann, une dentiste ; de leur couple naissent Maria Eva Sibylla et Peter Maria.

## Œuvre (sélection)
- Die Puderquaste. Ein Damen-Brevier. Aus den Papieren des Prinzen Hippolyt. Verlag Hans von Weber, München 1908
- Vermischte Schriften. 6 Bände. München, Georg Müller-Verlag 1911
- Der Knabe Ganymed. Moralische Erzählungen, 1923
- Das große Bestiarium der Literatur, 1923
- Frauen und Abenteurer, 1927
- Glanz und Elend berühmter Frauen, 1927
- Himmlische und irdische Liebe in Frauenschicksalen, 1928
- Ungewöhnliche Menschen und Schicksale, 1929
- Erzählung eines Lebens, 1930 (Autobiographie; réédition Paul Zsolnay, Vienne 2004,  (ISBN 3-552-05310-7))
- Männer und Masken, 1930
- Die göttliche Garbo – mit einem Nachwort von Greta Garbo, 1930
- Die Lust der Kreatur, 1931
- Talleyrand oder der Zynismus, 1932
- Zeitgenössische Bildnisse, 1940
- Franz Blei: Briefe an Carl Schmitt 1917-1933. En collaboration avec Wilhelm Kühlmann et explications d'Angela Reinthal. Manutius Verlag, Heidelberg 1995,  (ISBN 3-925678-53-0).
- Franz Blei – André Gide. Briefwechsel (1904-1933), 1997